# 国道297号

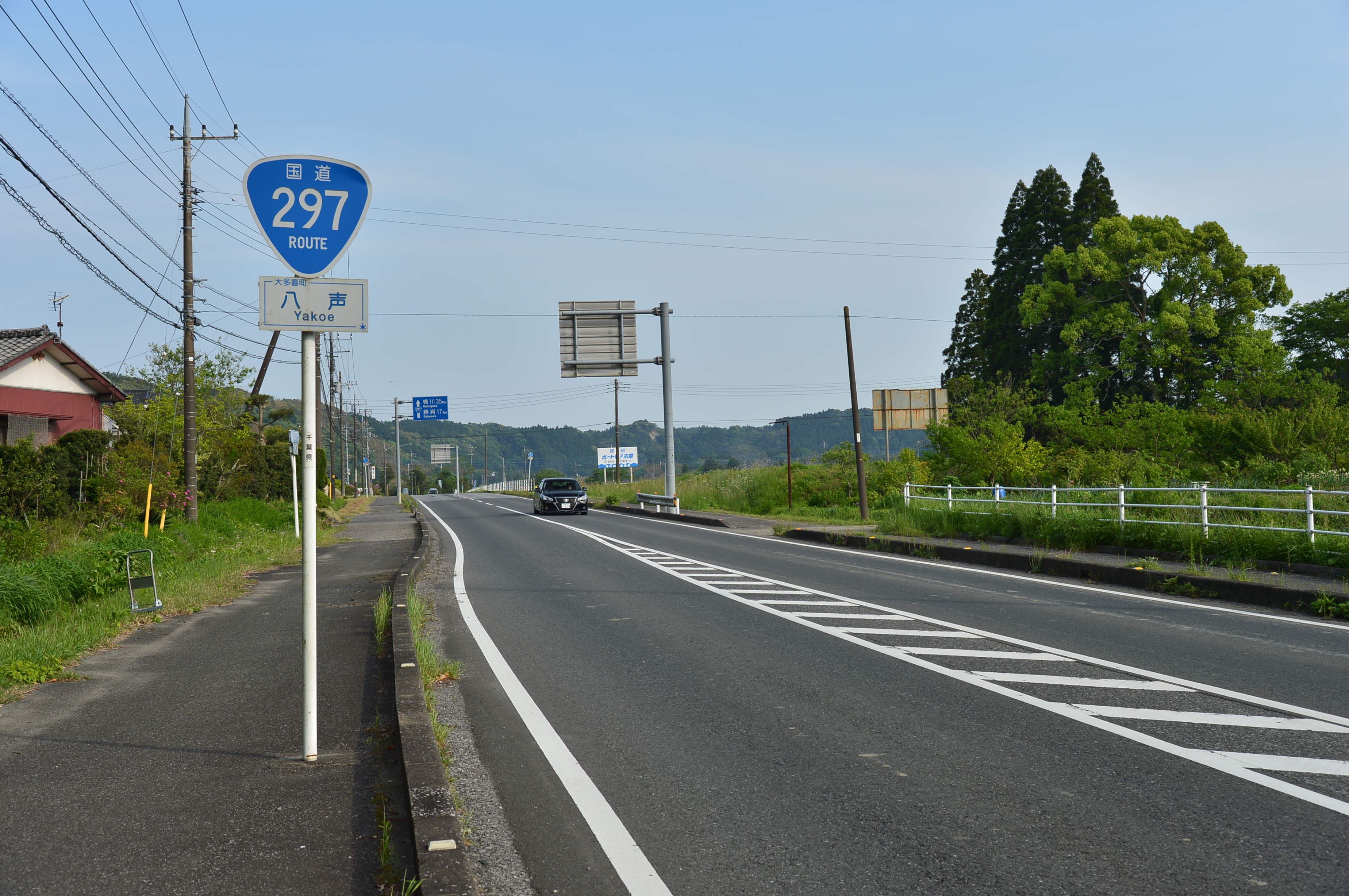
国道297号・千葉県大多喜町八声（2016年5月）

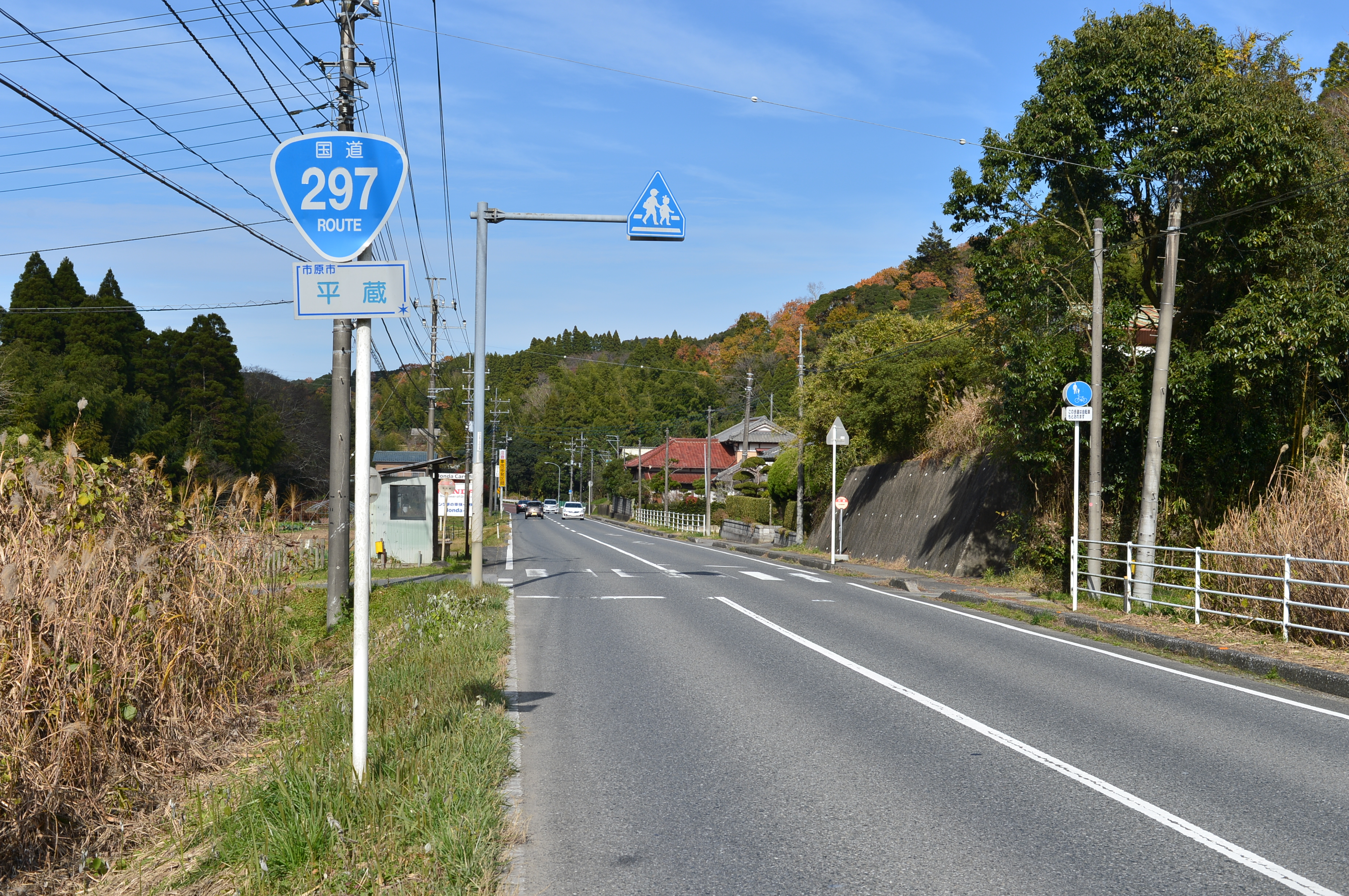
国道297号・千葉県市原市平蔵（2015年12月）

国道297号（こくどう297ごう）は、千葉県館山市から勝浦市を経由して、市原市に至る一般国道である。

## 概要
房総半島を南北に縦貫して走り、市原市南部や外房方面への幹線道路となっている。起点・館山市から勝浦市までの区間は太平洋沿岸に沿って延びる国道128号と重用であるため、見かけ上の単独区間は、房総半島を外房から内房へと横断するルートの、勝浦市の墨名交差点から終点・市原市八幡海岸通の市原埠頭入口交差点までとなり、「大多喜街道」の愛称がつけられている。市原市内では、館山自動車道市原ICと連絡する市原バイパスがある。

### 路線データ
一般国道の路線を指定する政令に基づく起終点および重要な経過地は次のとおり。
- 起点：館山市（北条交差点 = 国道128号、国道410号起点）
- 終点：市原市（市原埠頭入口交差点 = 国道16号交点）
- 重要な経過地：千葉県安房郡丸山町[注釈 2]、鴨川市、勝浦市、同県夷隅郡大多喜町
- 総延長 : 117.7 km（重用延長を含む。）[2][注釈 3]
- 重用延長 : 50.1 km[2][注釈 3]
- 未供用延長 : なし[2][注釈 3]
- 実延長 : 67.6 km[2][注釈 3]
  - 現道 : 58.4 km[2][注釈 3]
  - 旧道 : 2.6 km[2][注釈 3]
  - 新道 : 6.6 km[2][注釈 3]
- 指定区間：なし[3]

## 歴史
- 1970年（昭和45年）4月1日 - 一般国道297号（千葉県館山市 - 千葉県市原市）として指定。
- 2019年（平成31年）3月25日 - 松野バイパスの2工区（1.9 km）が開通[4]。

## 路線状況

### 別名
- 大多喜街道[注釈 4]（房総街道）
- 勝浦街道（古い地図には、この名称で出ている場合もある）[要出典]

### バイパス
- 松野バイパス（勝浦市芳賀 - 夷隅郡大多喜町三又）（未開通）
- 大多喜バイパス（夷隅郡大多喜町三又 - 夷隅郡大多喜町横山）
- 横山バイパス（夷隅郡大多喜町横山 - 市原市米原）（未開通）
- 市原バイパス（市原市山田 - 市原市五井南海岸）

### 重複区間
- 国道128号（館山市・北条交差点（起点） - 勝浦市・串浜出入口）
- 国道465号（夷隅郡大多喜町・八声交差点 - 船子交差点）

### 道路施設

#### 橋梁
- 勝浦大橋（勝浦湾北岸際、勝浦市串浜）
- 黒潮橋（JR東日本外房線、勝浦市墨名）
- 峰山橋（国道128号立体交差、勝浦市墨名 - 勝浦市新官）
- 五廻橋（河川名不明、勝浦市串浜）
- 宿戸橋（河川名不明、勝浦市宿戸）
- 折節橋（夷隅川、勝浦市蟹田 - 勝浦市松野）
- 深見橋（夷隅川、勝浦市杉戸 - 勝浦市市野郷）
- 馬堀橋（河川名不明、勝浦市佐野）
- 久我原橋（夷隅川、夷隅郡大多喜町三又 - 夷隅郡大多喜町久我原）
- 石神橋（夷隅川、夷隅郡大多喜町久我原 - 夷隅郡大多喜町石上）
- 船子跨線橋（いすみ鉄道いすみ鉄道線、夷隅郡大多喜町船子）
- 大多喜橋（夷隅川、夷隅郡大多喜町船子 - 夷隅郡大多喜町横山）
- 上畑橋（平蔵川、市原市米原）
- 平蔵橋（平蔵川、市原市平蔵）
- 中橋（内田川、市原市江子田 - 市原市中）
- 新手綱橋（養老川、市原市牛久 - 市原市佐是）
- 根本橋（河川名不明、市原市馬立）
- 水神橋（河川名不明、市原市馬立）
- 上養老橋（養老川、市原市二日市場）
- 大宮橋（河川名不明、市原市海士有木）
- 向川橋（新堀川、市原市海士有木）
- 浅井橋（養老川、市原市相川 - 同市浅井小向）
- 西広橋（養老川、市原市西広）
- 養老橋（養老川、市原市五井）
- 市原橋（河川名不明、市原市五所 - 市原市八幡海岸通）

#### 道の駅
- たけゆらの里おおたき（夷隅郡大多喜町）

## 地理
房総半島の沿道はゴルフ銀座と呼ばれるほどゴルフ場の多いエリアである。

### 通過する自治体
- 千葉県
  - 館山市 - 南房総市 - 鴨川市 - 勝浦市 - 夷隅郡大多喜町 - 市原市

### 交差する道路
- 国道128号（勝浦市・串浜出入口）
- 国道128号（勝浦市・峰山橋出入口）
- 国道465号（大多喜町・八声交差点）
- 国道465号（大多喜町・船子交差点）
- 市原鶴舞インターチェンジ - C4 首都圏中央連絡自動車道（市原市）
- 国道409号（市原市・米沢交差点）
- 市原インターチェンジ - E14 館山自動車道（市原市）
- 国道16号（市原市・五井南海岸交差点）
- 国道16号（市原市・市原埠頭入口交差点）

### 交差する鉄道
- 小湊鉄道小湊鉄道線
  - 二日市場2号踏切（市原市二日市場）
  - 海士有木踏切（市原市山倉）